# Panabo

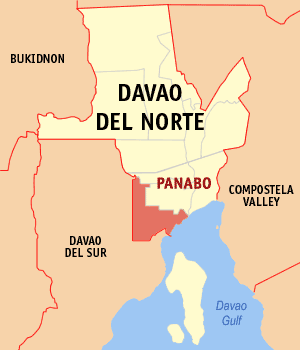
Panabos läge i Davao del Norte

Panabo (officiellt City of Panabo) är en stad på ön Mindanao i Filippinerna. Den är belägen i provinsen Davao del Norte i Davaoregionen och har 133 950 invånare (folkräkning 1 maj 2000).
Staden är indelad i 40 smådistrikt, barangayer, varav 35 är klassificerade som landsbygdsdistrikt och 5 som tätortsdistrikt.